# 田中巨川斎
田中 巨川斎（たなか きょせんさい、生没年不詳）とは、江戸時代の絵師。

## 来歴
師系・経歴不明。大英博物館所蔵の「春遊美人図」（絹本着色）に、「巨川斎戯画」の落款と「田中氏印」という白文方印があり、この絵の作者として知られるのみである。その画風から円山派に近い系統の上方の絵師ではないかと推測されている。この「春遊美人図」は江戸後期の作とされる。